# Manuel Ramos Otero
Jesús Manuel Ramos Otero (Manatí, Puerto Rico, el 20 de julio de 1948 – San Juan, Puerto Rico, el 7 de octubre de 1990) fue un escritor puertorriqueño. Se le considera el escritor más importante de la literatura puertorriqueña del siglo XX.

## Vida
Manuel Ramos Otero nació en Manatí y pasó su niñez en su ciudad natal, viviendo en la segunda sede del antiguo edificio del Casino Puertorriqueño de Manatí. Inició sus estudios en el Colegio La Inmaculada en Manatí.  Su familia se trasladó a San Juan cuando él tenía siete años. Asistió a la Escuela Superior de la Universidad de Puerto Rico en Río Piedras (1960-1965) y continuó hasta recibir un título de licenciatura en ciencias sociales (concentración en sociología y subconcentración en ciencias políticas) en la Universidad de Puerto Rico, de donde se graduó en 1969. En 1979 obtuvo la maestría en literatura en New York University. En Nueva York y Nueva Jersey trabajó como investigador social, y más tarde como profesor en distintas instituciones educativas tales como Rutgers University, LaGuardia Community College, York College y Lehman College. Fundó una pequeña editorial, El Libro Viaje. Organizó conferencias y encuentros de escritores puertorriqueños en Estados Unidos. Se destacó como poeta y cuentista, aunque también escribió una novela y numerosos ensayos de crítica literaria.

## Obra

### Ensayos
- "De la colonización a la culonización." Cupey 8, no. 1-2 (1991): 63-79.
- "La ética de la marginación en la poesía de Luis Cernuda." Cupey 5, no. 1-2 (1988): 16-29.
- "Ficción e historia: Texto y pretexto de la autobiografía." El mundo (Puerto Rico Ilustrado) [San Juan, P.R.] 14 de octubre de 1990: 20-23.

### Narrativa
- Concierto de metal para un recuerdo y otras orgías de soledad. San Juan: Editorial Cultural, 1971.
- El cuento de la Mujer del Mar. Río Piedras: Ediciones Huracán, 1979.
- Cuentos de buena tinta. San Juan: Instituto de Cultura Puertorriqueña, 1992.
- La novelabingo. New York: Editorial El Libro Viaje, 1976.
- Página en blanco y staccato. 2.ª ed. Madrid: Editorial Playor, 1988 [1987].

### Poesía
- Invitación al polvo. Madrid: Editorial Plaza Mayor, 1991.
- El libro de la muerte. Río Piedras: Editorial Cultural; Maplewood, N.J.: Waterfront Press, 1985.

## Legado
Numerosos críticos literarios tales como Jossianna Arroyo, Arnaldo Cruz-Malavé, Juan Gelpí, Lawrence La Fountain-Stokes, Yolanda Martínez-San Miguel, Rubén Ríos Ávila y Daniel Torres han escrito sobre la obra de Ramos Otero. En 2007 los compiladores de la pionera antología LGBT puertorriqueña Los otros cuerpos le dedicaron la misma a la memoria de Ramos Otero.